# Say No More (album de Badfinger)
Pour les articles homonymes, voir Say No More.
Albums de Badfinger
Wish You Were Here
(1979) Day After Day: Live
(1990)
Singles
1. Hold On
Sortie : 1981
2. I Got You
Sortie : 1981
3. Because I Love You
Sortie : 1981

Say No More est le neuvième album du groupe britannique de rock Badfinger. Il est sorti en 1981 sur le label Elektra Records.
C'est le deuxième et dernier album de la version de Badfinger formée autour de Tom Evans et Joey Molland. Elle comprend notamment l'ancien claviériste de Yes Tony Kaye. Cette incarnation du groupe n'enregistre pas d'autre album ; Tom Evans se suicide deux ans plus tard.

## Fiche technique

### Chansons
| 1. | I Got You              | Joey Molland          | 3:39 |
| 2. | Come On                | Tom Evans             | 3:24 |
| 3. | Hold On                | Tom Evans, Joe Tansin | 3:24 |
| 4. | Because I Love You     | Joey Molland          | 2:49 |
| 5. | Rock 'n' Roll Contract | Tom Evans             | 5:37 |

| 6.  | Passin' Time       | Joey Molland         | 3:30 |
| 7.  | Three Time Loser   | Joey Molland         | 3:30 |
| 8.  | Too Hung Up on You | Tom Evans            | 3:21 |
| 9.  | No More            | Joey Molland         | 4:29 |
| 10. | Crocadillo         | Tom Evans, Rod Roach | 3:21 |

### Musiciens
- Tom Evans : chant, basse, guitare
- Joey Molland : chant, guitare, piano
- Glenn Sherba : guitare
- Tony Kaye : orgue, piano
- Richard Bryans : batterie

### Équipe technique
- Jack Richardson, Steve Wittmack : production
- Peter Max : pochette

### Classements et certifications
| Pays (classement)          | Meilleure position |
| -------------------------- | ------------------ |
| États-Unis (Billboard 200) | 155                |